# Génave
Génave è un comune spagnolo di 661 abitanti situato nella comunità autonoma dell'Andalusia.